# HD 51283
HD 51283，又名BD-22 1602，SAO 172588、HR 2595，是一颗恒星，视星等为5.3，位于銀經234.01，銀緯-9.33，其B1900.0坐标为赤經6h 51m 34.4s，赤緯-22° -9.33′ 44″。